# Entwicklungszentrum für Schiffstechnik und Transportsysteme
Die Versuchsanstalt für Binnenschiffbau (VBD) wurde 1954 in Duisburg gegründet und 2004 in das Entwicklungszentrum für Schiffstechnik und Transportsysteme (DST) gewandelt. 

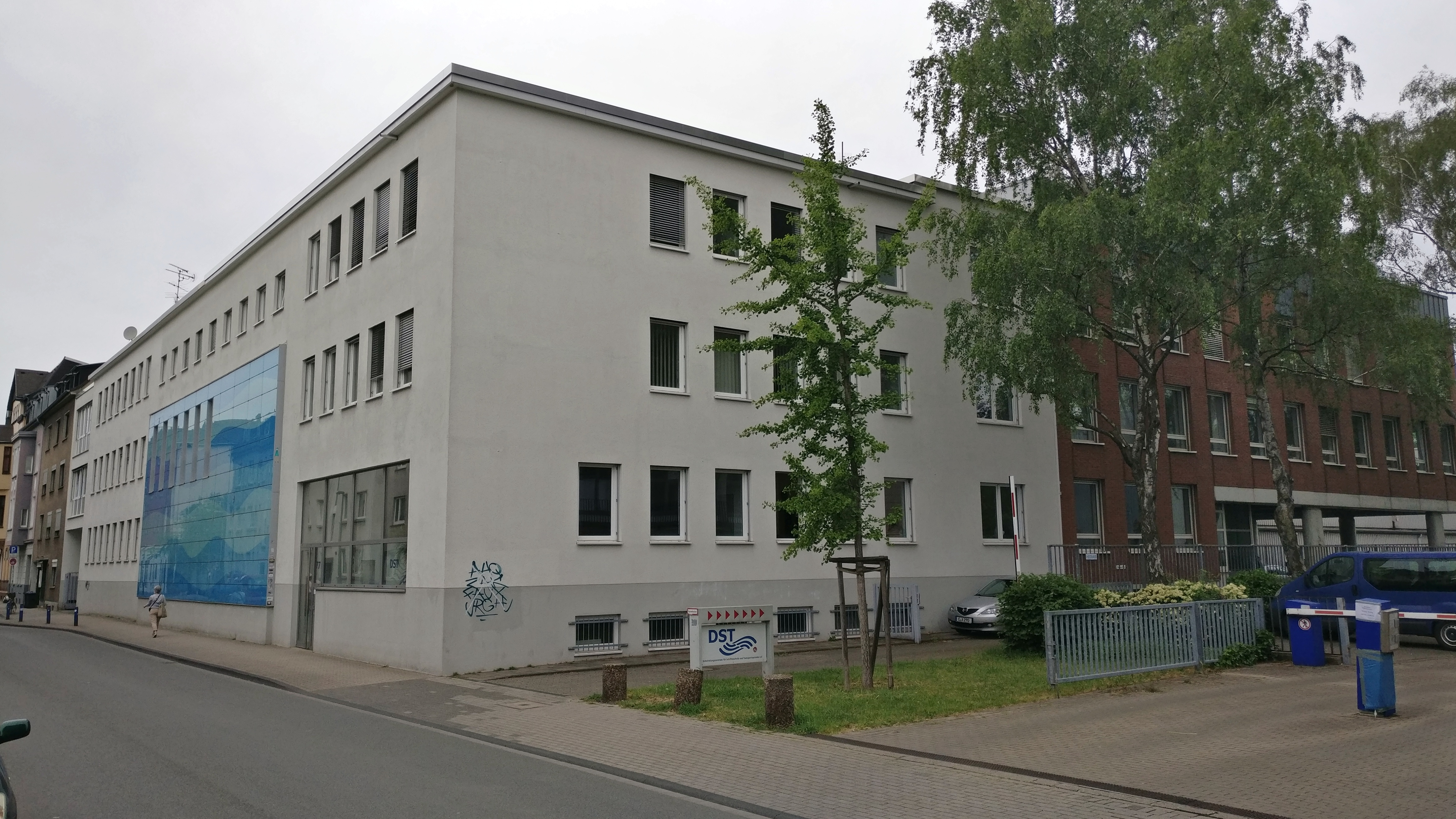
Entwicklungszentrum für Schiffstechnik und Transportsysteme, Oststraße 77 Duisburg

Seit 2014 ist das DST Mitglied in der Johannes-Rau-Forschungsgemeinschaft.

## Geschichte
In Dresden-Übigau, hier entstand 1892 die erste deutsche Schiffbauversuchsanstalt, hatte man sich zeitweise mit dem Binnenschiffbau und der Binnenschifffahrt beschäftigt. Die deutsche Binnenschiffsflotte war zum Ende des Zweiten Weltkriegs fast völlig zerstört und der Alliierte Kontrollausschuss hatte den Bau von Schiffen in Deutschland nach dem Zweiten Weltkrieg verboten. Daher war die wissenschaftliche Beschäftigung mit dem Binnenschiffbau im Rahmen einer Versuchsanstalt mit Modellversuchen von Vorteil. Versuchsanstalten für den Schiffbau und die Schifffahrt gab es in Deutschland nur für die Seeschifffahrt, obwohl gerade die Binnenschifffahrt auf Flüssen aufgrund der Berg- und Talfahrt extrem unterschiedliche Anforderungen an die Schiffe, Antriebs- und Manövriereinrichtungen stellt.

## Forschungsaufgaben
Neben der Erarbeitung von systematischen Grundlagen für den Bau von Binnenschiffen und der Formoptimierung spielte besonders die Manövrierfähigkeit der Schiffe sowie die ständige Verbesserungen der Antriebsanlagen eine wichtige Rolle. Dazu werden die Schiffskörper und Formen sowie deren Antriebsanlagen im Modellversuch im Schleppkanal getestet. Die Komponenten des Antriebs sind der Antriebsmotor, der Propeller und das dazugehörige Hinterschiff. Die Strömungsbedingungen und die Druckverhältnisse am Hinterschiff und um den Propeller sind ausschlaggebend für gute Gesamtwirkungsgrade.
Der Trend zu größeren Schiffseinheiten führt in der Binnenschifffahrt zu neuen Herausforderungen, da die Wechselwirkungen der Schiffe mit den Flüssen oder Kanälen immer wichtiger werden. Das betrifft die Abmessungen, die Propulsion, die Ruder und besonders die Bugstrahlanlagen. Die Wirtschaftlichkeit von Binnenschiffen hängt neben den Investitions- und Betriebskosten von den Einnahmen ab, die vorwiegend durch die Tragfähigkeit begrenzt sind. Die Tragfähigkeit ergibt sich aus den Parametern Länge, Breite und Tiefgang, die von den Flüssen Kanälen und Schleusen, also von der Wasserstraßeninfrastruktur der Fahrtgebiete vorgegeben sind. Die gewählte Geschwindigkeit beeinflusst die Antriebsleistung und daher den Brennstoffbedarf und die Umweltbelastung. Diese Zusammenhänge werden in Form von Modellversuchen im Tank, im Simulator und durch ergänzende Analysen untersucht.
Zukünftig werden Verringerungen der Umweltbelastung immer wichtiger. Schiffe haben die geringsten spezifischen auf den Tonnenkilometer bezogene Brennstoffverbräuche aller Transportmittel, daher besteht hier zukünftig Forschungsbedarf. Auch um die Seehäfen und Straßen zu entlasten, wird eine nachhaltige Integration der Binnen-, Küsten- und Hochseeschifffahrt in Transportketten immer dringender.
Neben der Forschung für den Schiffsbau findet in dem Zentrum inzwischen auch die Entwicklung anderer Projekte statt, in denen Hydrodynamik eine Rolle spielt, z. B. für das Wellenkraftwerk Nemos oder das kombinierte Tiden- und Windkraftwerk WindTide.
Außerdem werden verkehrspolitische Beratung und Marktuntersuchungen auf dem Gebiet der Transportsysteme angeboten.